# Cyber ShockWave
Cyber ShockWave, similar al ejercicio Cyber Storm, fue un juego de guerra de 4 horas conducido por el Centro de Políticas Bipartidistas de Washington D. C. el 16 de febrero de 2010. El ex Gabinete de alto nivel y funcionarios de seguridad nacional, desempeñaron una respuesta a nivel de gabinete a un escenario de ciberguerra. Partes del ejercicio de 12 horas fueron difundidas posteriormente en CNN. GNN es la red de noticias falsas que "cubrió" la crisis cibernética simulada.

## Antecedentes
La guerra cibernética se ha convertido en una gran amenaza para los Estados Unidos. Existe un debate actual sobre si la ciberguerra constituye una guerra real o, en su lugar, un concepto retórico y menos amenazante. El control de Internet ha sido durante mucho tiempo un problema de seguridad en Internet y privacidad electrónica.
El juego de simulación de Cyber Shockwave se desarrolló en colaboración con General Dynamics Sistemas de Información Avanzados, SMobile Systems, Southern Company y Georgetown University. Fue creado por el ex director general de la CIA, Michael Hayden, y dirigido por el Bipartisan Policy Center para dar una idea de lo que sucedería durante un ataque cibernético y determinar si los Estados Unidos estaban preparados para ello. Los agentes de seguridad y los legisladores desempeñaron papeles en los ataques fabricados. Los participantes no conocían el escenario de antemano, lo que ayudó a mantener la realidad de un ataque sorpresa. Si se produjera un verdadero ataque, vendría sin previo aviso y los legisladores y agencias gubernamentales tendrían que actuar de inmediato de manera oportuna.
Para prepararse para un posible ataque, los miembros de la Casa Blanca, miembros del gabinete y agencias de seguridad nacional, planean asesorar al presidente Barack Obama sobre posibles planes de acción.

## Los participantes y los papeles
La lista de asistentes incluye:
1. Michael Chertoff , exsecretario de Seguridad Nacional, como el asesor de Seguridad Nacional.
2. Fran Townsend , exasesor de seguridad nacional de la Casa Blanca, como secretaria de Seguridad Nacional.
3. J. Bennett Johnston , exsenador (D-LA), como secretario de Energía.
4. John Negroponte, exsubsecretario de Estado de EE. UU. , como secretario de Estado.
5. Jamie Gorelick , ex fiscal general adjunto, como procurador general.
6. Joe Lockhart, exsecretario de prensa de la Casa Blanca, como consejero del Presidente.
7. John E. McLaughlin, ex director interino de la CIA, como director de Inteligencia Nacional.
8. Stephen Friedman , exdirector del Consejo Económico Nacional, como Secretario del Tesoro.
9. El panadero de Stewart , Agencia Nacional de Seguridad General Counsel, como Coordinador del Cyber.
10. Charles Wald , excomandante adjunto del Comando Europeo de Estados Unidos, como el Secretario de Defensa.

## Ataque de simulación
Uno de los ataques de simulación que se presentó fue un programa de Malware plantado en teléfonos durante un popular partido de baloncesto. Este ataque causó una interrupción que abarcó muchos teléfonos móviles en todo Estados Unidos. El software espía instalado en los teléfonos inteligentes, se utilizó a través de un registrador de claves e intercepciones de datos para canalizar fondos a los bancos en el extranjero. Varios robots aparecen descargando videos que muestran 'The Red Army'. Cuando alguien recibe el spyware, se envía al contacto de la persona y los contactos lo abren, extendiendo el virus malicioso por todas partes.
Además, según los informes, el ataque cibernético desencadenó una serie de crisis y disposiciones que incluyen:
- 40 millones de personas sin electricidad en el este de los Estados Unidos.
- Más de 60 millones de teléfonos móviles fuera de servicio.
- Wall Street cerró por una semana.
- Capitol Hill líderes en el camino a la Casa Blanca.

## Resultado
Los resultados del juego de guerra Cyber ShockWave demostraron que Estados Unidos no está preparado para un ataque cibernético. Los resultados destacaron los peligros inmediatos que amenazan al país. Finalmente, el juego demuestra que habría repercusiones financieras enormes en caso de ataque cibernético.
La simulación reveló que la velocidad de respuesta es crucial durante un ataque cibernético y que la deficiencia de planificación que Estados Unidos exhibió durante el juego, puede ser extremadamente costosa. La simulación también mostró que la rápida velocidad de un ataque deja poco tiempo para comprender mejor ciertas cosas tales como la esencia del ataque, siempre que ocurriera, o los métodos de recuperación adecuados. El exsecretario de prensa de Clinton, Joe Lockhart, agregó que la simulación Shockwave puede causar pánico entre la gente, pero en realidad es una cosa buena
Según el Secretario de Seguridad Nacional, Michael Chertoff los, Estados Unidos carece de varios aspectos clave de la seguridad cibernética:
- Funciones bien definidas para mantener el conocimiento de la situación común de los nuevos acontecimientos operativos críticos en el ciberespacio.
- Un marco eficaz de toma de decisiones por debajo del nivel del Gabinete para coordinar la respuesta del gobierno y la recuperación de un devastador evento cibernético.
- Un proceso fácil de usar para permitir a los defensores cibernéticos del gobierno colaborar eficazmente con el sector privado para aprovechar su experiencia y conocimientos durante la respuesta a un ciberataque.